# هنا أتت المشاكل
هنا أتت المشاكل: قصص من حياتي هي سيرة ذاتية من تأليف صانع الأفلام الأمريكي مايكل مور.

## استقبال النقد
تلقت السيرة آراء متنوعة من النقاد. صرَّح جيمس سوليفان أنّه هي سلسلة غير مترابطة من المشاهد من حياة أنفقها في صنع مشهد كمشهد ب  قال هوليوود ريبورتر أنه على الرغم من عدم ترابطهما في بعض الأحيان، فإن أفضل أجزاء ( هنا أتت المشاكل ) مُذهلة. قال دوايت غارنر من صحيفة نيونورك تايمز بلوغ مور سن الرّشد كشخص ناقم من الطبقة العاملة هو أمر يستحق المشاهدة. سام ليث من صحيفة الفارديان شكك في مصداقية الكتاب، يُعبّر الإنطباع السائد هو أن [ ... ] هذه الحكايات تمّ تعديلها أو زخرفتها.

## روابط خارجية
- "Michael Moore On His Penchant For 'Trouble'". الإذاعة الوطنية العامة. مؤرشف من الأصل في 2017-03-11.